# Martim Moniz (stație de metrou din Lisabona)
Martim Moniz (Socorro, până în 1998) este o stație de pe Linia verde a metroului din Lisabona.. Stația este situată sub Piața Martim Moniz. 

## Istoric
Stația a fost inaugurată pe 28 septembrie 1966, odată cu prelungirea liniei verzi până în cartierul Anjos.
„Martim Moniz” este situată sub strada Martim Moniz, la intersecția acesteia cu strada Fernandes da Fonseca, permițând un acces facil către spitalul São José. Proiectul original, realizat în 1966, îi aparține arhitectului Dinis Gomes, iar lucrările plastice pictoriței Maria Keil.
Pe 10 mai 1997 a fost finalizată prelungirea peroanelor și remodelarea completă a stației, după un proiect al arhitectului Paulo Brito da Silva și cu decorațiuni de artă realizate de José João Brito (pe pereții adiacenți peroanelor) și Gracinda Candeias (în atriumul stației). În 2017, aceasta din urmă a depus o plângere împotriva administrației metroului din Lisabona, acuzând-o de distrugere, după demontarea parțială a decorațiunilor ceramice realizate de ea în stație.

## Legături

### Autobuze orășenești

#### Carris
- 12E Praça da Figueira - traseu circular
- 28E Martim Moniz ⇄ Campo de Ourique (Prazeres)
- 208 Cais do Sodré ⇄ Gara Oriente (Interface) (dimineața)
- 708 Martim Moniz ⇄ Parque das Nações Norte
- 734 Martim Moniz ⇄ Santa Apolónia
- 760 Gomes Freire ⇄ Cemitério da Ajuda[5]

#### Aerobus
- Linha 1 Aeroporto ⇄ Cais do Sodré[6]